# Бухтеев, Андрей Николаевич
Андрей Николаевич Бухтеев (1806 — 1875, Москва) — купец I гильдии, киевский городской голова в 1854—1857 годах.

## Биография
Был представителем рода промышленников Бухтеевых, происходивших из Брянщины или Николаева. Сын Николая Афанасьевича Бухтеева, почётного гражданина и промышленника Киева, и Агафьи Бухтеевой (девичья фамилия неизвестна). Братья — Матвей и Адриан. Возможно, родился в Киеве, но это лишь предположение. Продолжил отцовское дело, занимался строительством и торговлей, стоял во главе промышленных предприятий.
Известен как потомственный почётный гражданин Киева. Вёл масштабные строительные работы в Подолье[уточнить]. Получил звание купца I гильдии, имел чин коллежского советника. Владел землями в Печере[уточнить].
Был активным деятелем киевского самоуправления. В 1854―1857 годах занимал пост городского головы Киева, стал преемником исправляющего эту должность Семёна Лычкова. В это же время брат Андрея Николаевича, Адриан, занимал пост городского головы Николаева.
В 1860-х годах постоянно находился в разъездах между Киевом, Москвой и Нижним Новгородом.
В конце 1859 годов основал совместно с американским предпринимателем Робертом Уильямсом вагоностроительный завод в Москве. В 1858―1861 годах Общество А. М. Бухтеева, И. А. Бусурина и В. Ф. Епишкина занималось постройкой железной дороги Москва—Нижний Новгород. В 1865 году получил заказ на производство вагонов для Московской и Московско-Нижегородской железных дорог. Возможно, с тех пор больше времени проводил в Москве, где также стал почётным гражданином.
В 1869 году в его честь в Киеве переименовали Немецкую улицу в Бухтеевскую (сейчас — улица Генерала Алмазова). Бухтеев в 1871 году совместно с другими пайщиками основал акционерное общество «Благодать».
Умер в 1875 году в Москве.

## Семья
- Сын Михаил Андреевич (1829―1901), в 1867 году ― председатель 2-го съезда мировых судей в Москве, в 1870-х гг. ― член городской управы Одессы. Супруга ― Елизавета Андреевна, основательница Женского коммерческого училища Е. А. Бухтеевой в Одессе. В семье родилось восемь детей[2].